# Бикташева, Талига Миннивалеевна
Талига Миннивалеевна Бикташева (28 июля 1911, деревня Арсланова  Караякуповской волости Уфимского уезда Уфимской губернии, ныне Чишминского района РБ, — 14 октября 1995, Москва) — советская актриса. Народная артистка Башкирской АССР (1955).

## Биография
Окончила Башкирский техникум искусств в 1929 г. по классу В.Г. Муртазина-Иманского и М.А. Магадеева. С 1930 года актриса БАТД. В искусстве Бикташевой сочетались яркий драматизм и глубокий лиризм . Будучи студенткой, исполнила заглавную роль в мелодраме М. Файзи «Галиябану». Всего создала более 100 сценических образов. Значительными стали Карлугас («Карлугас» Б. Бикбая), Айхылу («Хакмар» - «Дружба и любовь» С. Мифтахова), Гайнавал («Потоки» Т. Гиззата), Ксения («Борис Годунов» А. Пушкина), Кюнбика («Женушка» А. Мубарякова), Ульяна Громова и Елена Кошевая («Молодая гвардия» А. Фадеева – В. Галимова), Марзия, Ильбика («Он вернулся», «Суд матери» А. Атнабаева), Мастура («Неспетая песня» М. Карима). Лучшая роль – Галима («Черноликие» М. Гафури).
Народный (1955) и заслуженный (1940) артист БАССР. Член КПСС с 1942 года.